# 고려민주당
고려민주당(高麗民主黨)은 1945년 8월 18일 독립운동가 원세훈이 결성한 정당이다. 계보상 민주당계 정당의 효시격 정당으로 거론된다. 1945년 8월 28일 조선민족당 창당 시 흡수 통합되었다. 이후 조선민족당은 다시 1945년 9월 16일 한국민주당 창당 시 통합되었다.

## 역사
1945년 8월 15일 일제로부터 해방되자 가장 먼저 활동을 시작한 세력은 여운형을 중심으로 하는 민족주의 좌파세력들과 박헌영의 조선공산당을 중심으로 하는 공산주의 극좌세력들이었다.
이때 일제강점기 말기 기준 적극적인 항일활동을 전개하지는 않았지만, 조선총독부의 전향 압박에 협력하지도 않았던 세력들은 일제의 황국신민화 정책에 협력했던 인사들에 비해 발 빠른 행보를 보일 수 있었다. 이 중 독립운동가 원세훈이 가장 먼저 정치 활동을 시작했다. 원세훈은 해방 다음 날 은거하고 있었던 평택에서 상경하여 이학수(韓學洙)의 집에 기거하면서 창당을 기획하였다.
1945년 8월 18일 원세훈은 고려민주당을 창당하였다. 고려민주당 위원장에 원세훈, 총무에 이병헌, 현동완(玄東完), 재정부에 유흥산(劉興山), 한학수, 섭외부에 박명환, 조직부에 이민홍(李敏弘) 등이 참여하였다. 현재 여기에 참여한 인물들이 일제강점기부터 원세훈과 구체적으로 어떠한 연관을 맺으면서 활동했는지 이후의 행적은 어떠했는지 등은 추가적인 연구가 필요한 부분이다. 참고로 원세훈은 한국전쟁 와중 납북된다.
고려민주당은 강령으로 “사회민주주의 정권 수립”, “진보적 경제정책의 수립” 등을 내걸었고 당 정책으로 “민주공화정치의 실시와 의회제도 확립”, “의무교육 실시”, “진보적 농공 병행과 상업 개량 확립” 등을 규정했다. 사회주의적이면서도 부르주아민주주의적인 질서를 인정하는 ‘사회민주주의 노선’이라고 할 수 있다. 이러한 노선은 해방을 전후하여 발표된 중경 임시정부의 강령과 상당히 유사한 측면을 가지고 있다.
1945년 8월 28일 김병로·백관수·조병옥·함상훈·김약수·이인 등은 서울 계동에서 조선민족당을 창당했다. 그리고 이 소식을 들은 원세훈의 고려민주당도 호응하면서 합당에 참여하게 된다.
1945년 9월 6일 대한민주당(大韓民主黨, 조선민족당의 이명으로 보인다)과 한국국민당이 한국민주당이라는 명칭으로 합당하기로 선언하였고, 강령, 정책을 발표하였다.
1945년 9월 16일 대한민주당과 한국국민당이 통합하여 한국민주당이 결성되었다. 즉, 처음엔 한국민주당도 좌우합작 형태로 탄생한 정당이었던 것이다. 식민지 시기 친일을 하지 않았던 국내의 우익인사들이 8·15 광복 직후 한민당에 대거 참여하게 된 데에는 공산주의에 반대한다는 이념적 동질성과 함께 민족통일전선을 표방한 건국준비위원회가 조선인민공화국으로 개편되는 과정에서 좌익 세력들에 의해 독선적으로 운영되었다는 점이 주요 이유로 작용하였다.